# حادثه ۱۹۵۹ داگلاس داکوتا ترنس‌ایر
حادثه ۱۹۵۹ داگلاس داکوتا ترنس‌ایر (به انگلیسی: 1959 Transair Douglas Dakota accident) یک پرواز ترنس‌ایر از بارسلون، اسپانیا به مقصد کراولی در بریتانیا بود که در آن ۲۹ مسافر و ۳ خدمه حضور داشتند، در تاریخ ۱۹ اوت ۱۹۵۹ در کوه منتسنی دچار سانحه شد و ۳۲ نفر جان باختند.